# 洗足池駅
洗足池駅（せんぞくいけえき）は、東京都大田区東雪谷一丁目にある、東急電鉄池上線の駅である。駅番号はIK07。

## 歴史

### 年表
- 1927年（昭和2年）8月28日：池上電気鉄道雪ヶ谷駅（現・雪が谷大塚駅） - 桐ケ谷駅（現・廃駅）間延伸時に開設[1]。
- 1934年（昭和9年）8月：駅舎改築[1]。

### 駅名の由来
駅の直ぐ北側に位置する洗足池に由来する。

## 駅構造
相対式ホーム2面2線を有する高架駅。

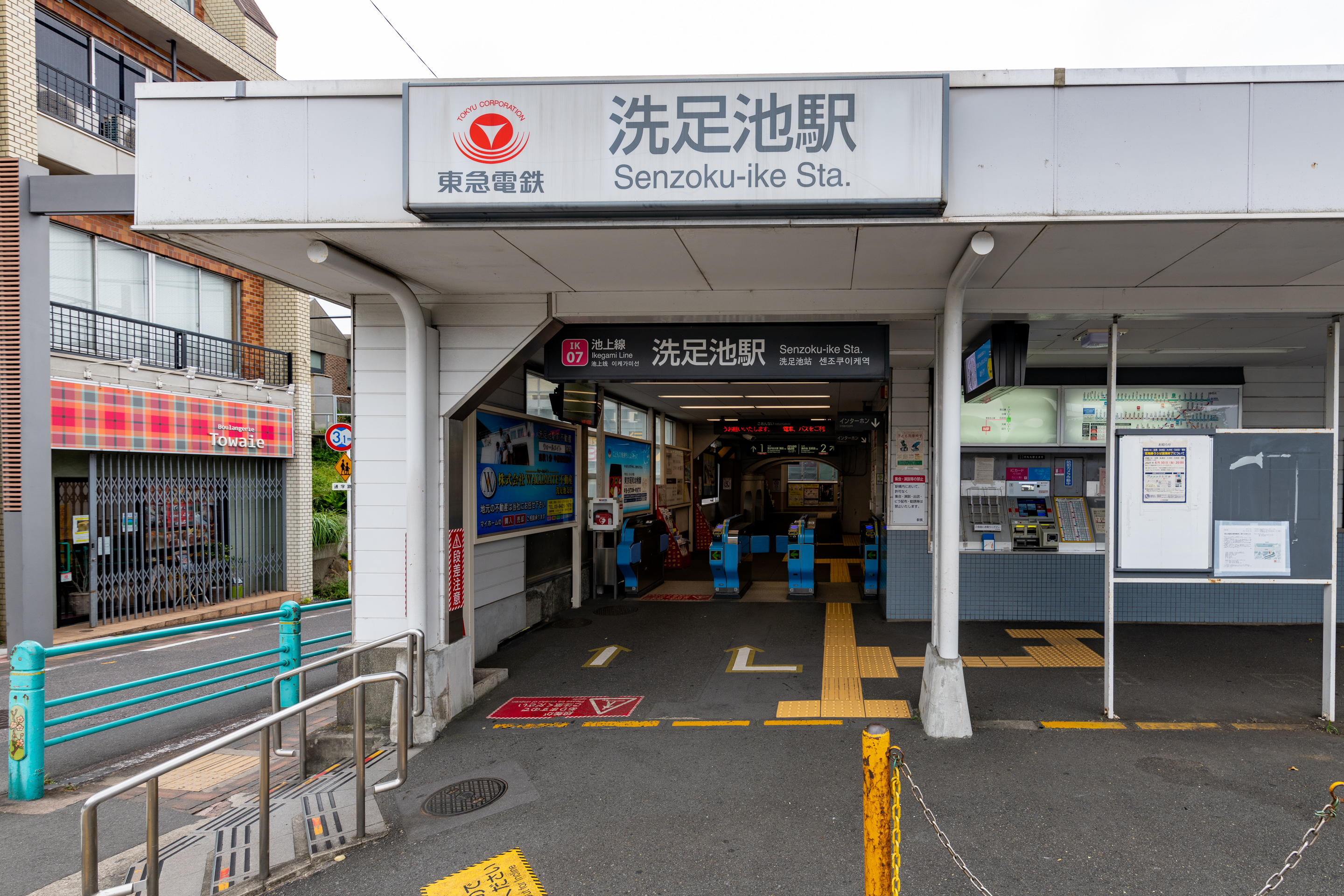
改札付近（2021年8月）

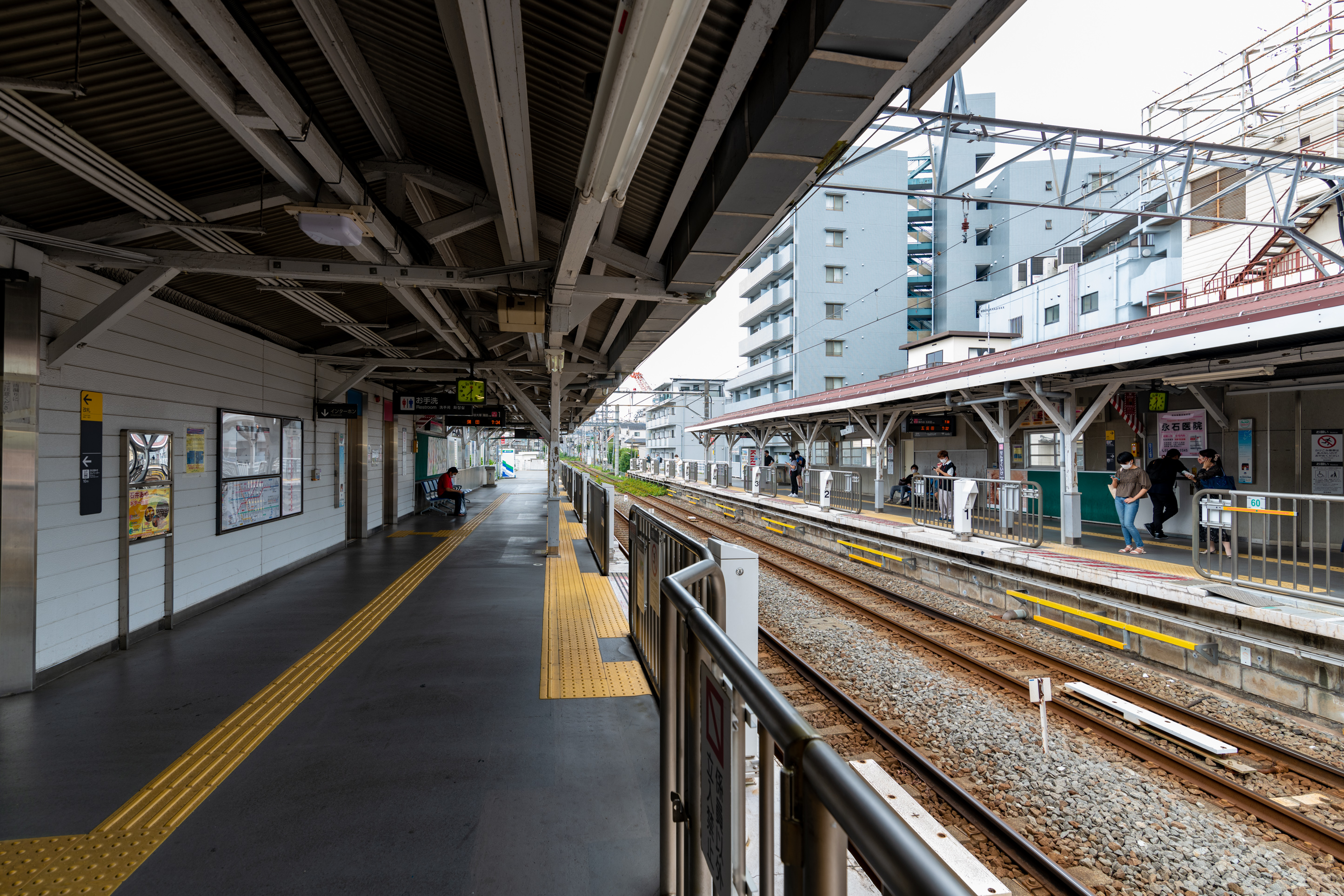
ホーム（2021年8月）

2005年度（平成17年度）に駅増改築が実施された。両ホームにエレベーターが設置されている他、雪が谷大塚・蒲田方面ホームには多機能トイレがある。

### のりば
| 番線 | 路線   | 方向 | 行先                 |
| ---- | ------ | ---- | -------------------- |
| 1    | 池上線 | 下り | 雪が谷大塚・蒲田方面 |
| 2    | 池上線 | 上り | 旗の台・五反田方面   |

## 利用状況
2024年度（令和6年度）の1日平均乗降人員は17,037人である。
近年の1日平均乗降・乗車人員の推移は以下の通り。
| 年度               | 1日平均 乗降人員 | 1日平均 乗車人員 | 出典     |
| ------------------ | ---------------- | ---------------- | -------- |
| 1990年（平成02年） |                  | 7,638            | [ * 1 ]  |
| 1991年（平成03年） |                  | 7,921            | [ * 2 ]  |
| 1992年（平成04年） |                  | 7,997            | [ * 3 ]  |
| 1993年（平成05年） |                  | 7,997            | [ * 4 ]  |
| 1994年（平成06年） |                  | 7,866            | [ * 5 ]  |
| 1995年（平成07年） |                  | 8,063            | [ * 6 ]  |
| 1996年（平成08年） |                  | 8,236            | [ * 7 ]  |
| 1997年（平成09年） |                  | 8,247            | [ * 8 ]  |
| 1998年（平成10年） |                  | 8,118            | [ * 9 ]  |
| 1999年（平成11年） |                  | 8,063            | [ * 10 ] |
| 2000年（平成12年） |                  | 8,170            | [ * 11 ] |
| 2001年（平成13年） |                  | 8,212            | [ * 12 ] |
| 2002年（平成14年） | 16,325           | 7,948            | [ * 13 ] |
| 2003年（平成15年） | 16,152           | 7,918            | [ * 14 ] |
| 2004年（平成16年） | 15,594           | 7,910            | [ * 15 ] |
| 2005年（平成17年） | 16,005           | 8,105            | [ * 16 ] |
| 2006年（平成18年） | 16,505           | 8,373            | [ * 17 ] |
| 2007年（平成19年） | 16,952           | 8,549            | [ * 18 ] |
| 2008年（平成20年） | 17,062           | 8,603            | [ * 19 ] |
| 2009年（平成21年） | 16,900           | 8,510            | [ * 20 ] |
| 2010年（平成22年） | 16,919           | 8,493            | [ * 21 ] |
| 2011年（平成23年） | 17,044           | 8,566            | [ * 22 ] |
| 2012年（平成24年） | 17,710           | 8,879            | [ * 23 ] |
| 2013年（平成25年） | 18,090           | 9,060            | [ * 24 ] |
| 2014年（平成26年） | 17,965           | 8,970            | [ * 25 ] |
| 2015年（平成27年） | 18,418           | 9,208            | [ * 26 ] |
| 2016年（平成28年） | 18,594           | 9,301            | [ * 27 ] |
| 2017年（平成29年） | 18,917           | 9,441            | [ * 28 ] |
| 2018年（平成30年） | 19,202           | 9,605            | [ * 29 ] |
| 2019年（令和元年） | 19,124           | 9,571            | [ * 30 ] |
| 2020年（令和02年） | 13,881           |                  |          |
| 2021年（令和03年） | 14,781           |                  |          |
| 2022年（令和04年） | 15,871           |                  |          |
| 2023年（令和05年） | 16,529           |                  |          |
| 2024年（令和06年） | 17,037           |                  |          |

## 駅周辺
駅舎北側を中原街道が通り、道路を挟んで洗足池がある。駅前商店街は洗足池に対して反対側にガードをくぐり抜けた先にある。
洗足池ボート乗り場脇にはかつてイタリア料理店「テラスジュレ」があり、「水辺のレストラン」としてテレビドラマのロケ撮影等にしばしば利用されたことがある。
駅を挟んで洗足池と反対側には住宅街が広がり、その中を洗足池の湧水を利用した小川（洗足流れ）が流れている。洗足流れに沿って桜が植えられている。
駅より300 m程西側には中原街道「大岡山駅入口」交差点があるが、大岡山駅はそこから約1 km北方に位置しており、当駅からは大きく離れる。
当駅付近の地下を建設中の中央新幹線第一首都圏トンネルが通過しており、駅西側の警視庁東雪谷住宅跡地には同トンネルの「東雪谷非常口」が設けられる。
- 東京都立荏原病院
- 東京都立荏原看護専門学校
- 東京都立北療育医療センター 城南分園
- 大田区立洗足池図書館
- 大田区立洗足区民センター
- 大田区立勝海舟記念館（旧・清明文庫）[9]
- 大田洗足郵便局
- ファミリーロード洗足池（洗足池商店街）

### バス路線
- 東急バス「洗足池」停留所
  - <森05>  荏原病院前・池上駅・大森駅経由大森操車所行

- 以前は五反田駅、品川駅、田園調布駅、東京駅、羽田空港行のバスも発着していた。

## 隣の駅
東急電鉄
 池上線
長原駅 (IK06) - 洗足池駅 (IK07) - 石川台駅 (IK08)